# Nanaimo Lakes
Nanaimo Lakes är sjöar i Kanada.   De ligger i provinsen British Columbia, i den sydvästra delen av landet, 3 600 km väster om huvudstaden Ottawa. Nanaimo Lakes ligger 223 meter över havet.
I omgivningarna runt Nanaimo Lakes växer i huvudsak barrskog. Runt Nanaimo Lakes är det glesbefolkat, med 13 invånare per kvadratkilometer.